# Paus Paulus III

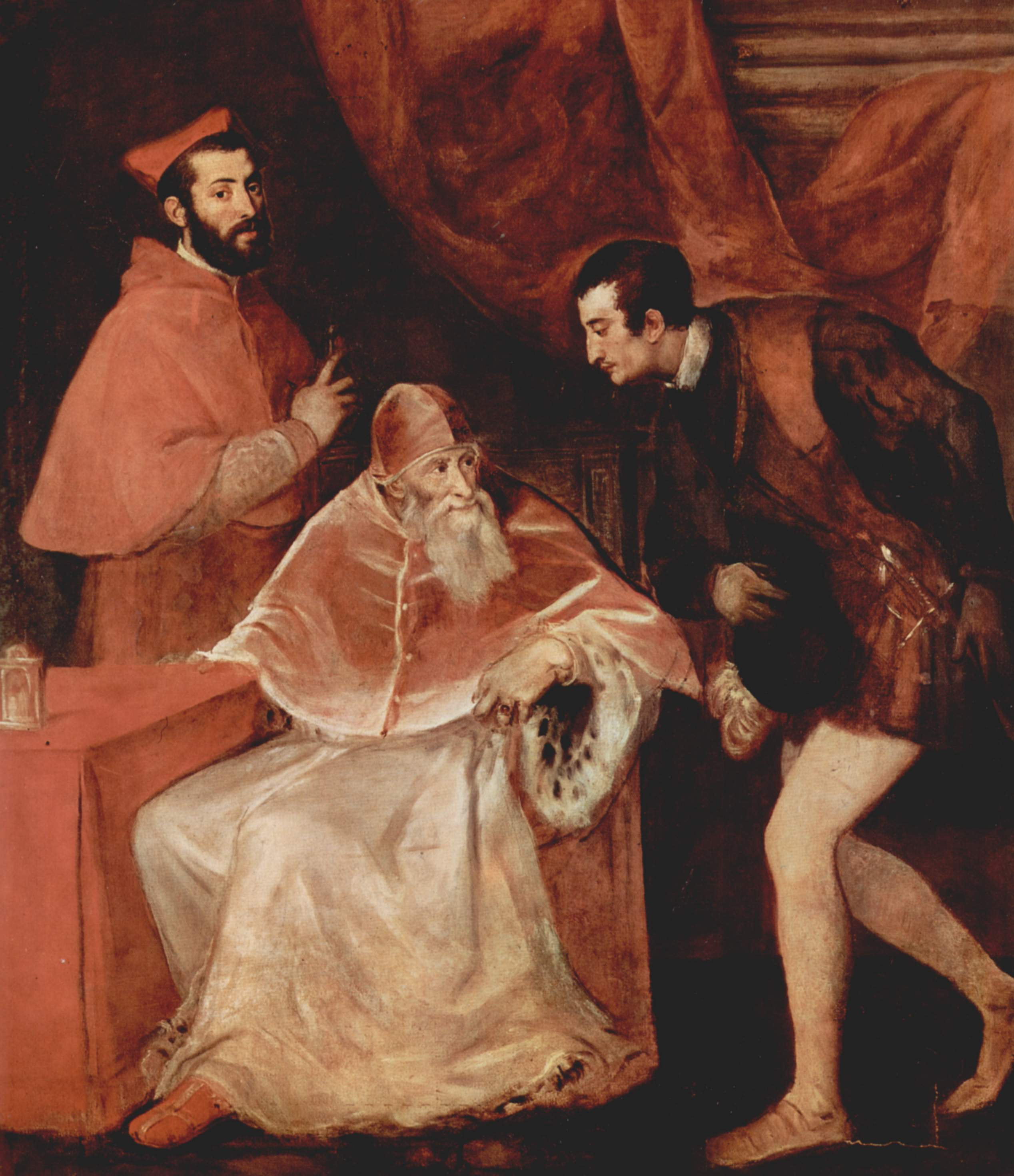
Paus Paulus III met kardinaal Alessandro Farnese en Ottavio Farnese (Titiaan, 1546)

Paulus III, geboren als Alessandro Farnese (Canino, 29 februari 1468 – Rome, 10 november 1549) was paus van 13 oktober 1534 tot aan zijn dood in 1549.

## Biografie
Hij werd geboren in Canino, Toscane. Zijn opleiding, gedeeltelijk verzorgd door Pomponius Laetus, genoot hij in Rome en aan het hof van Lorenzo de' Medici in Florence. Reeds op 25-jarige leeftijd, in 1493, werd hij benoemd tot kardinaal alhoewel hij nog leek was. Hij dankte zijn benoeming aan de voorspraak van zijn zus Giulia Farnese die de maîtresse was van paus Alexander VI. Zestien jaar later, in 1509, had hij het tot bisschop van Parma gebracht. In die periode nam hij ook een maîtresse, die hem vier kinderen schonk.

### Reformatie en Contrareformatie
Na de dood van Clemens VII werd hij verkozen tot paus. Een sterk staaltje van nepotisme was zijn benoeming van zijn kleinzonen Alessandro Farnese (14 jaar) en Ascanio Sforza (16 jaar) tot kardinaal. Toch zag hij blijkbaar wel in dat de Katholieke Kerk zichzelf mede door dit soort praktijken in diskrediet had gebracht, want al snel begon hij te hameren op de noodzaak van hervormingen in de Kerk. Al onder zijn voorgangers was er binnen de Kerk een conflict ontstaan tussen de katholieken en de protestanten. Maarten Luther had in 1517, aangespoord door de decadente levensstijl van de geestelijken en de pausen in het bijzonder alsmede de handel in aflaten, 95 stellingen gepubliceerd. Hierin sprak hij zich uit voor grondige hervormingen in het kerkwezen. Als reactie hierop had paus Leo X hem in 1521 geëxcommuniceerd.
Paulus III probeerde in 1536 een raad bijeen te roepen in Mantua, maar door tegenwerking van de Duitsers, die voor een groot gedeelte waren overgestapt op het protestantisme liet hij dit plan vallen. Het daaropvolgende jaar liet hij Gasparo Contarini negen vooraanstaande prelaten uitnodigen om in een commissie (ook wel de Contarini commissie genoemd) zitting te nemen die onderzoek zou doen naar en rapporteren over de corruptie en het machtsmisbruik binnen de Kerk. Dit leverde de Consilium de Emendenda Ecclesia op, een document waarin met nadruk wordt gezegd dat ook geestelijken zich aan hun eigen wetten moeten houden. Het was de bedoeling dat dit rapport geheim zou blijven, maar binnen korte tijd was het overal te krijgen.
Ondertussen stonden de geopolitieke ontwikkelingen in Europa ook niet stil. Sinds 1494 woedden de Italiaanse Oorlogen, waarin in 1527 Rome geplunderd werd (Sacco di Roma) door de troepen van keizer Karel V. In 1529 ondertekenden de betrokken partijen de Damesvrede van Kamerijk. Frans I van Frankrijk liet daarmee zijn claim op Italië vallen (eerder had Karel V Frans I in 1525 beslissend verslagen bij de slag bij Pavia). In de nasleep van deze tumultueuze tijden, waarin de pausen zelf ook menigmaal hun politieke koers bijstelden en van alliantie veranderden, was Karel V als machtigste vorst van Europa tevoorschijn gekomen.
De grootste bedreiging voor de stabiliteit van Karels rijk waren de godsdienstoorlogen. De macht van de katholieke Kerk leek tanende. Engeland was onder Hendrik VIII in 1534 anglicaans geworden nadat de paus hem in de ban had gedaan vanwege Hendriks scheiding van Catharina van Aragon. De protestantse Kerk won onder leiding van Luther en Calvijn aan invloed. Dit alles werkte de Katholieke Reformatie in de hand, die onder Paulus III pas echt op gang kwam. Karel V stuurde echter aan op een beheerst proces waarin de protestanten zouden terugkeren naar de moederkerk. In het kader hiervan zond de paus de nuntius Giovanni Morone in 1540 naar Hagenau en Worms, maar de compromisvoorstellen die daar werden ingediend waren voor zowel de katholieken als de protestanten niet aanvaardbaar. Later, in 1541, zou er nog een poging worden ondernomen bij het Dieet van Regensburg, maar wederom liep dat op niets uit.
In 1542 richtte Paulus III de centrale Romeinse inquisitie op, de Congregatio Romanae et Universalis Inquisitionis, bestaande uit zes kardinalen. Hierdoor werd de inquisitie van de gehele wereld gecentraliseerd. In Spanje bestond al sinds 1478 een nationale versie van dit orgaan. In 1908 werd de naam door paus Pius X veranderd in Congregatie van het Heilig Officie en sinds 1965 heet zij de Congregatie voor de Geloofsleer.

### Verharding en het Concilie van Trente
De mislukking van de besprekingen verhardde de relaties. In 1544 had de keizer de Vrede van Crespy getekend met Frans I en ook de oorlog met de Turken was geëindigd. In deze relatieve politieke stilte sloot hij een verdrag met de paus om orde op zaken te stellen in Duitsland. Het Schmalkaldisch Verbond, door een aantal protestantse vorsten in 1531 gesticht, werd op 24 april 1547 verslagen in de Slag bij Mühlberg. Dit was, hoewel zeker niet het einde voor het Duits protestantisme, toch een behoorlijke tegenslag voor de protestanten.
Niet lang hiervoor, in 1539, had de ascetische Spaanse priester Ignatius van Loyola een bezoek aan Rome gebracht waar hij grote indruk maakte met zijn geloofsijver. In 1534 had hij samen met een aantal andere studenten in Parijs de Sociëteit van Jezus opgericht, beter bekend onder de naam jezuïeten. In 1540 keurde paus Paulus III deze sociëteit goed, door middel van de bul Regimini militantis ecclesiae (= 'Voor het bestuur van een strijdbare kerk'). De jezuïeten zouden later te boek staan als de felste tegenstanders van de Reformatie.
De wens om een concilie bijeen te roepen om de scheuring in de Kerk te lijmen was al lang aanwezig. In 1545 zou het uiteindelijk zover komen, maar zonder afgevaardigden van protestantse zijde. De declaratie Laetare Hierusalem (= 'Verheug u, Jerusalem'), uitgevaardigd in 1544, zorgde voor een redelijke opkomst. Dit Concilie van Trente zou vele zaken bespreken met betrekking tot de gang van zaken binnen de Katholieke Kerk, zoals het verbieden van de boeken van Erasmus, een verbod op polyfonie in de kerkelijke muziek en nieuwe voorwaarden voor de geldigheid van het huwelijk. De fundamentele problemen werden echter niet opgelost. De katholieke Kerk bleef van mening dat de reden van de protestantse kritiek hoogstens het gedrag van katholieken zelf kon zijn, maar dat de andere interpretaties van de Heilige Schrift door de lutheranen, anabaptisten en calvinisten je reinste ketterijen waren. Het concilie zou uiteindelijk tot 1563 duren. Paus Paulus III zou alleen de eerste sessie meemaken, van 1545 tot 1549.

### Persoonlijke problemen en overlijden
Pier Luigi Farnese, de zoon van de paus, was hertog van Parma en Piacenza. Diens zoon (en dus kleinzoon van Paulus III), Ottavio Farnese had zijn heerschappij over Camerino neergelegd toen zijn vader hertog van Parma werd in 1545. Pier Luigi werd vermoord in 1547, waarna Karel V de stad innam. De paus probeerde de stad echter voor zichzelf te verkrijgen en passeerde zijn kleinzoon door een legaat aan te stellen. Ottavio pikte dat niet en belegerde Parma, terwijl Karel V tegelijkertijd duidelijk maakte Piacenza niet op te willen geven.
Er wordt aangenomen dat deze politieke spanningen de dood van de paus hebben bespoedigd. Hij stierf op 81-jarige leeftijd.

## Andere feiten over paus Paulus III
- Paulus III gaf in 1536 opdracht aan Michelangelo op de wand achter het altaar in de Sixtijnse Kapel een fresco te maken over het laatste oordeel.
- In 1537 veroordeelde Paulus III in de bul Sublimus Deus het zonder onderscheid tot slaaf maken van indianen in Zuid-Amerika. In 1548 bevestigde hij wel het recht van priesters en leken om slaven te houden.
- Paulus III schafte het hertogdom Camerino af wegens protestantse sympathieën; Giulia Varano trad af als hertogin en de paus annexeerde haar vorstendom.
- Een kleinzoon van Paulus III, Ottavio Farnese trad als graaf van Parma in het huwelijk met Margaretha van Oostenrijk, die onder de naam Margaretha van Parma bekend is als landvoogdes der Nederlanden.
- De zoon van Ottavio Farnese en Margaretha en dus de achterkleinzoon van Paulus III, en tevens naamgenoot, Alexander Farnese, hertog van Parma en Piacenza, zou later nog als landvoogd furore maken tijdens de Tachtigjarige Oorlog in de Nederlanden.